# Dea Dia
Dea Dia is in de Romeinse mythologie de godin van de groei. Ze werd door de Fratres Arvales vereerd. Ze wordt vaak vergeleken met de Romeinse godin Ceres of haar Griekse equivalent Demeter.
Het driedaagse feest ter ere van Dea Die vond niet plaats op een vaste datum. Meestal vond het plaats in mei, maar het vond soms ook in begin juni plaats.